# Aleyrodes asari
|  | Dieser Artikel wurde aufgrund von formalen oder inhaltlichen Mängeln in der Qualitätssicherung Biologie im Abschnitt „Insekten“ zur Verbesserung eingetragen. Dies geschieht, um die Qualität der Biologie-Artikel auf ein akzeptables Niveau zu bringen. Bitte hilf mit, diesen Artikel zu verbessern! Artikel, die nicht signifikant verbessert werden, können gegebenenfalls gelöscht werden. Lies dazu auch die näheren Informationen in den Mindestanforderungen an Biologie-Artikel. Begründung: Vollprogramm |

Aleyrodes asari ist eine Art aus der Überfamilie der Mottenschildläuse. Sie lebt auf der Gewöhnlichen Haselwurz (Asarum europaeum). Sie ist auf der Blattunterseite ihrer Nährpflanze zu finden. Die Imagines scheiden auf der Blattunterseite einen weißlichen Wachs aus. Franz de Paula von Schrank beschrieb sie 1801 in Bayern als Coccus asari. Ab 1935 wurde sie von Aladár Visnya mit Fundorten in Ungarn und der Slowakei dokumentiert. Jiří Zahradník beschrieb sie 1956 auch in Österreich.